# Sidhu Moose Wala
Shubhdeep Singh Sidhu (Moosa, 11 de juny de 1993 - Jawaharke, 29 de maig de 2022), més conegut pel seu nom artístic Sidhu Moose Wala, va ser un raper indi. El 2018, va presentar el seu àlbum debut PBX 1, que va assolir el número 66 a la Canadian Albums Chart i li va fer guanyar el premi al millor àlbum als Brit Asia TV Music Awards 2019. El 2020 The Guardian el va incloure entre els 50 artistes emergents. És considerat un dels artistes panjabis més importants de la seva generació.
El 2021, es va unir al partit polític Congrés Nacional Indi i es va presentar sense èxit a les eleccions de l'Assemblea Legislativa de Panjab del districte de Mansa de 2022.
Moose Wala va ser assassinat a trets el 29 de maig de 2022, segons la policia, a causa de la rivalitat entre bandes. El 23 de juny de 2022 es va llançar el seu primer senzill pòstum, «SYL».
Les lletres de Moose Wala eren sovint considerades controvertides a l'Índia i se'l va acusar de promoure la cultura de les armes i de desafiar les autoritats religioses, com va ser el cas relacionat amb Mai Bhago, una figura venerada pel sikhisme.

## Biografia
Shubhdeep Singh Sidhu va estudiar al Guru Nanak Dev Engineering College de Ludhiana i es va graduar en Electrotècnia el 2016. Moose Wala admirava i va ser influenciat pel raper Tupac Shakur. Segons les seves pròpies declaracions, va triar «Moose Wala» com a nom artístic en homenatge al seu poble natal, Moosa.
Després de graduar-se, Moose Wala es va traslladar a Brampton, al Canadà, com a estudiant internacional. Mentre vivia allà va estudiar a l'Humber College.
La col·laboració de gangsta rap amb Byg Byrd li va valer el premi al millor lletrista 2017 als Brit Asia TV Music Awards. Va continuar el seu èxit amb senzills com «Issa Jatt», «It's All About You», «Just Listen» i «Warning Shots». La cançó «Famous» va entrar al Top 40 de The Official UK Charts Company del Regne Unit. Als PTC Punjabi Music Awards de 2018 va ser nominat al premi a Millor New Age Sensation per «Issa Jatt». L'agost de 2018, va llançar la cançó «Dollar» per a la pel·lícula Dakuaan Da Munda. Moose Wala va fer campanya activament a favor de la seva mare, Charan Kaur, que va guanyar les eleccions a sarpanch del poble de Moosa el desembre de 2018.
El 2019, Spotify el va incloure a la llista dels artistes més populars del Panjab, juntament amb Maninder Buttar i Karan Aujla. El setembre de 2019, la seva cançó «Jatti Jeone Morh Wargi» va ser considerada inadequada pels líders sikh per utilitzar el nom de Mai Bhago, una guerrera sikh del segle xvii. Més endavant, Moose Wala es va disculpar a les xarxes socials i el març del 2020 es va presentar davant de l'autoritat religiosa sikh d'Akal Takht en una audiència sobre l'incident.
El seu segon àlbum d'estudi, Snitches Get Stitches, va publicar-se el maig de 2020, i aquell mateix mes va llançar el senzill «Dear Mama» amb motiu de l'aniversari de la seva mare. El juny de 2020, va col·laborar amb Amrit Maan a la cançó «Bambiha Bole» i el seu videoclip va ser reproduït més de deu milions de vegades en vint-i-quatre hores. La cançó va ocupar el primer lloc a l'Índia i va entrar al top 50 al Canadà i Nova Zelanda a la llista d'Apple Music, va encapçalar les llistes asiàtiques del Regne Unit i també va entrar al top 5 de les llistes globals de YouTube.
El maig de 2020, dos vídeos amb Moose Wala es van fer virals a les xarxes socials: en un apareixia entrenant-se amb un AK-47 amb l'ajuda d'agents de policia i a l'altre se'l veia utilitzar una pistola. Els sis agents que l'acompanyaven van ser sancionats arran dels fets. El 6 de juny de 2020, va ser multat per la policia a Nabha perquè els vidres del seu cotxe estaven tenyits de negre més del permès. En una entrevista, Moose Wala va al·legar que alguns canals de notícies i advocats l'havien atacat deliberadament. El 31 d'agost de 2020, Moose Wala va presentar oficialment el seu segell discogràfic, 5911 Records. El desembre de 2020, Moose Wala va publicar el senzill «Panjab: My Motherland» en suport de les protestes dels agricultors indis i amb referències a Jarnail Singh Bhindranwale i Bharpur Singh Balbir. En una entrevista, Moose Wala va declarar que Khalistan significa un «lloc pur» (पवित्र-स्थान), com en temps del maharajà Ranjit Singh, on la gent de totes les religions vivia en harmonia.
El maig de 2021, Moose Wala va llançar el seu tercer àlbum d'estudi, Moosetape, que es va classificar a la llista d'àlbums de Nova Zelanda de Recorded Music NZ. El 12 de setembre de 2021, va actuar al Wireless Festival de Londres amb el raper britànic Mist, convertint-se en el primer cantant indi a actuar en aquest festival.

Moose Wala va debutar al cinema panjabi a la pel·lícula Yes I Am Student sota la seva pròpia productora Jatt Life Studios. La pel·lícula va ser dirigida per Tarnvir Singh Jagpal i escrita per Gill Raunta. El 2019 va aparèixer a Teri Meri Jodi. El juny de 2020, va anunciar una altra pel·lícula titulada Gunah. El 22 d'agost de 2021 va llançar el teaser de la seva propera pel·lícula, Moosa Jatt, protagonitzada per Sweetaj Brar i dirigida per Tru Makers. El 24 d'agost de 2021 va anunciar la seva nova pel·lícula Jattan Da Munda Gaun Lagya, dirigida per Amberdeep Singh, que es va estrenar el 18 de març de 2022.

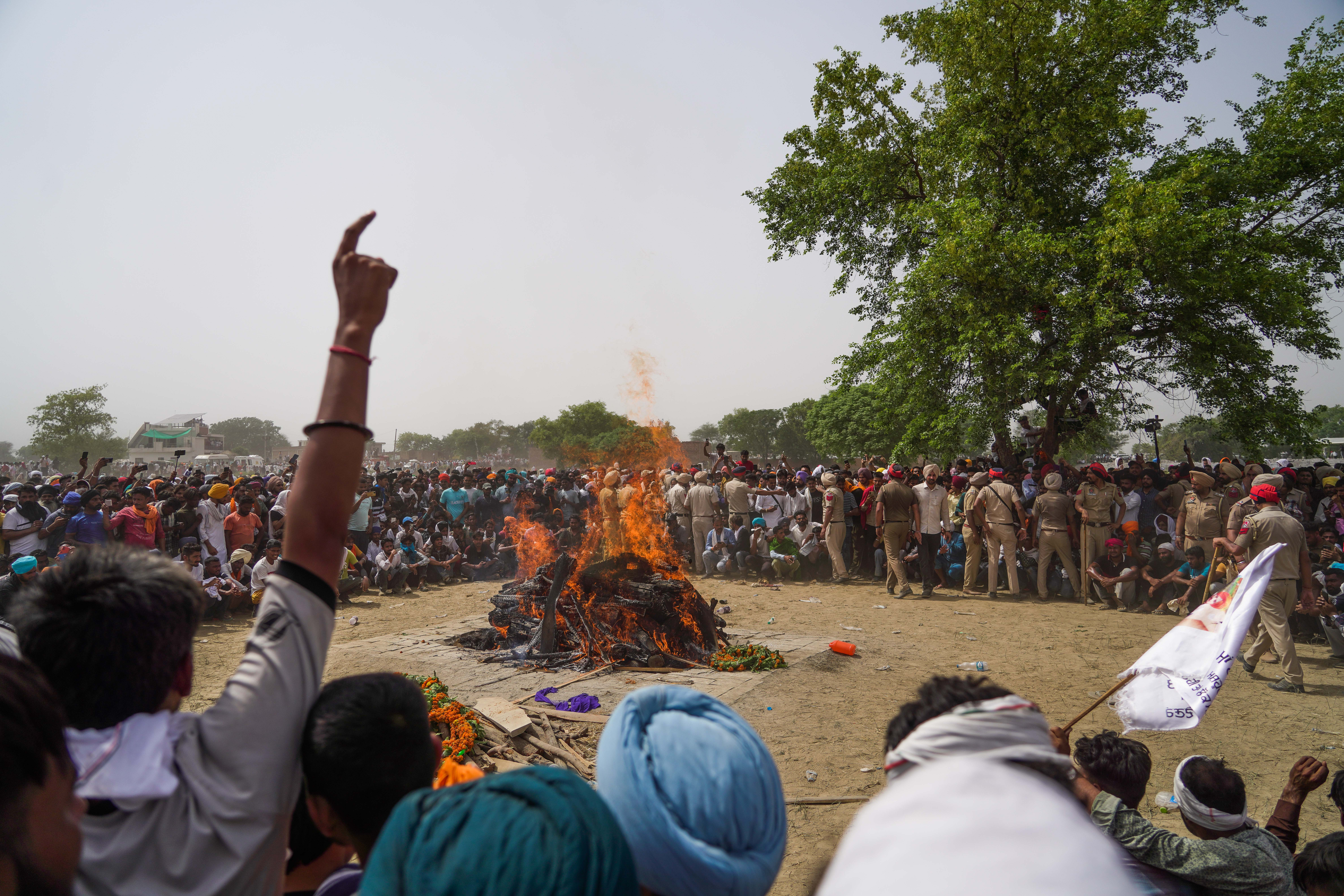
Cerimònia de cremació de Sidhu Moose Wala el 31 de maig de 2022

El 29 de maig de 2022, Moose Wala va rebre 19 ferides de bala d'un fusell d'assalt AN-94. El 26 de juliol, India TV va informar que la policia del Punjab havia detingut l'últim assaltant, Deepak Mundi. No obstant això, The Indian Express va informar que havia estat arrestat l'11 de setembre prop de la frontera entre Bengala i Nepal. El 17 de juny, el raper canadenc Drake va punxar dos dels senzills de Moose Wala «295» i «G-Shit» de Moosetape en record seu al programa de ràdio anomenat Table for One a Sound42.

## Discografia
Àlbums d'estudi
- PBX 1 (2018)[51]
- Snitches Get Stitches (2020)[52]
- Moosetape (2021)[53]

EP
- No Name (2022)[54]